# Château de Coigny
Le château de Coigny, dit « le vieux château », est une demeure, des XVIe – XVIIe siècle, qui se dresse sur le territoire de l'ancienne commune française de Coigny dans le département de la Manche, en région Normandie. L'édifice est partiellement classé au titre des monuments historiques.

## Localisation
Le château est situé, à 300 mètres au sud de l'église Saint-Pierre de Coigny, au sein de la commune nouvelle de Montsenelle, dans le département français de la Manche.

## Historique
Le château est élevé par Antoine de Franquetot, président au Parlement de Rouen (1627-1637). C'est François de Franquetot de Coigny, né au château le 16 mars 1670, premier duc de Coigny, qui achèvera les travaux.
De 1886 à 1920, il a abrité l'école départementale d'agriculture et de laiterie.
De nos jours, il est aménagé en chambres d'hôtes et lieu de concerts.

## Description
Le château des XVIe – XVIIe siècle se présente sous la forme d'un vaste ensemble carré qui a conservé ses douves, les restes d'un corps de logis central, ancienne ferme-école du Cotentin, et de vastes communs du XVIIe siècle.
À l'intérieur, on peut voir au premier étage une cheminée d'apparat monumentale d'époque Renaissance italienne, ornée de colonnes, de pilastres et de rinceaux, qui est protégée.

## Protection
La cheminée Renaissance du premier étage est classée au titre des monuments historiques par arrêté du 30 mars 1978.